# Tunasjön, Hälsingland
Tunasjön är en sjö i Hudiksvalls kommun i Hälsingland och ingår i Harmångersån-Delångersåns kustområde. Sjön är 1,9 meter djup, har en yta på 0,1642 kvadratkilometer och befinner sig 20 meter över havet. Vid provfiske har abborre, gädda och ruda fångats i sjön. Sjön avvattnas av Hornån.